# Саут-Сомерсет
Саут-Сомерсет (англ. South Somerset) — неметрополитенский район (англ. non-metropolitan district) в графстве Сомерсет (Англия). Административный центр — город Йовил.

## География
Район расположен в южной части графства Сомерсет, граничит с графствами Уилтшир, Дорсет и Девон.

## История
Район, первоначально называвшийся Йовил, был образован 1 апреля 1974 года в результате объединения боро Йовил и Чард, городских районов (англ. Urban district) Крюкерн и Илминстер и сельских районов (англ. Rural District) Чард, Лангпорт, Уинкантон и Йовил. В 1985 году район переименован в Саут-Сомерсет.

## Состав
В состав района входят 9 городов:
- Брутон
- Илминстер
- Йовил
- Касл-Кари
- Крюкерн
- Лангпорт
- Сомертон
- Уинкантон
- Чард

и 112 общин (англ. civil parish).